# 刘植岩
刘植岩（1918年2月7日—1967年12月12日），男，汉族，河北昌黎人，曾任中央人民政府人事部副局长，政务院参事室参事，中共中央组织部处长，中共云南省委常委兼中共昆明市委书记，中共中央西南局组织部部长、书记处书记等职。亦是原任中华人民共和国国务院副总理刘鹤的父亲。女儿刘茶的丈夫为现任上海市市长龚正。

## 生平
刘植岩生于1918年2月7日的昌黎县，家中有四个孩子，刘植岩是家中的独子，其余包括三个女儿，分别为刘植莲、刘植兰和刘植荃。父亲刘雨楼在永平府中学堂读书时为中国共产党创始人之一的李大钊的同班同学。后担任金融行业的职位，然而最终因得罪上司而被迫离职。
1935年，刘植岩与其他人一起参与了一二九学生运动。1936年正式加入中国共产党。从1940年起先后担任中共太岳区委宣传科科长、第一地委书记兼太岳区第一军分区政委等职。
1949年5月，刘植岩被调往北平市，先在中央政策研究室工作，后出任政务院参事室参事、人事部第三局副局长、第一局副局长等职。1958年7月，刘植岩被调往云南省，先后担任中共昆明市委书记、云南省委常委。1961年西南局成立后，他先后任组织部部长、秘书长、书记处书记等。
自1966年文革开始时，刘植岩先担任中共西南局文革小组组长，但后来因牵扯“刘少奇、安子文反革命集团”而被打为“反革命”。

在当时的一份由红卫兵写的关于造反派的小册子当中写道：
以李井泉、刘植岩为首的西南局，不是承认错误……对他们在文化大革命中所犯下的这一滔天罪行，我们必须彻底清算！
1967年12月12日，刘植岩在成都锦江宾馆9楼的关押地点跳楼自杀，终年49岁。